# Vineyard Haven (Massachusetts)
Vineyard Haven é um lugar designado pelo censo localizado no condado de Dukes no estado estadounidense de Massachusetts. No Censo de 2010 tinha uma população de 2.114 habitantes e uma densidade populacional de 520,88 pessoas por km².

## Geografia
Vineyard Haven encontra-se localizado nas coordenadas 41° 27′ 27″ N, 70° 36′ 18″ O. Segundo a Departamento do Censo dos Estados Unidos, Vineyard Haven tem uma superfície total de 4.06 km², da qual 3.2 km² correspondem a terra firme e (21.25%) 0.86 km² é água.

## Demografia
Segundo o censo de 2010, tinha 2.114 pessoas residindo em Vineyard Haven. A densidade populacional era de 520,88 hab./km². Dos 2.114 habitantes, Vineyard Haven estava composto pelo 86.42% brancos, o 3.69% eram afroamericanos, o 0.71% eram amerindios, o 0.43% eram asiáticos, o 0% eram insulares do Pacífico, o 4.78% eram de outras raças e o 3.97% pertenciam a duas ou mais raças. Do total da população o 2.74% eram hispanos ou latinos de qualquer raça.